# Конвенција о правима дјетета
Конвенција о правима дјетета (енгл. Convention on the Rights of the Child) је уговор о људским правима којим су утврђена грађанска, политичка, економска, социјална, здравствена и културна права дјеце. Конвенција под појмом дијете дефинише свако људско биће млађе од осамнаест година, осим ако домаћим законодавством другачије дефинише годину стицања пунољетства.
Поштовање права дјетета прати се од стране Комитета за дјечија права при Уједињеним нацијама састављеног од чланова из различитих дијелова свијета. Комитет је дужан да једном годишње подноси извјештаје Трећем одбору Скупштине Уједињених нација, док сама Скупштина има права на доношење 
резолуције.
Владе држава које су прихватиле Конвенцију о правима дјетета дужне су да извјештавају Комитету за дечија права при УН о напретку имплементације права дјетета и њиховим правима у својој држави. 
На тридесетогодишњицу усвајања Декларације о правима дјетета, Генерална Скупштина Уједињених нација је, 20. новембра 1989. године, усвојила Конвенцију о правима дјетета и омогућила њено потписивање. Конвенција је ступила на снагу 2. септембра наредне године, након што је потписана од потребног броја држава. Конвенцију је потписало 195 држава, укључујући и све чланице Уједињених нација, осим САД и Сомалије. Добављено 26. маја 2015. Сомалијски парламент одобрио је ратификацију Конвенције уз изостављање чланова 14, 20 и 21, због супротности са сомалијском културом и традицијом. Приступање Сомалије Конвенцији формално ће бити завршено ратификацијом у седишту УН, у Њујорку.

## Опционални протоколи
Конвенција о правима дјетета има три опционална протокола. Прва два протокола усвојена су 25. маја 2000. године и односе се на учешће дјеце у сукобима, забрану продаје дјеце, дјечије проституције и порнографије. Оба протокола ратификовало је више од 150 држава. Трећи протокол односи се комуникацију жалби и ступио је на снагу 14. априла 2014. године.